# Володине (селище)
Воло́дине (до 1948 року — Кирк-Ішунь, крим. Qırq İşün, так само, як і теперішнє село Цілинне) — селище в Україні, у Джанкойському районі Автономної Республіки Крим. Населення становить 15 осіб. Орган місцевого самоврядування — Яснополянська сільська рада.

## Географія
Розташоване на північному заході району, у Присивашському степу, у безіменній балці (зараз — колектор Північно-Кримського каналу), що впадає в Сиваш, висота над рівнем моря — 7 м . Найближчі села : Рюмшине — у 3,7 кілометрах на північний схід , Яснополянське у 4 км на сході Солонцеве у 4,5 км на південь. Відстань до райцентру — близько 34 кілометрів, найближча залізнична станція — Солоне Озеро — близько 24 км.

## Історія
Ідентифікувати Кирк-Ішунь серед, найчастіше сильно спотворених, назв сіл в Камеральному Описі Криму … 1784 року поки не вдалося, можливо, це Кирк Хаджі Сакал кадилик а Перекопського каймакамства.
Згідно «Пам'ятної книги Таврійської губернії за 1867 рік», село було покинуте жителями в 1860—1864 роках, у результаті еміграції кримських татар, особливо масової після Кримської війни 1853—1856 років, в Туреччину. За «… Пам'ятною книгою Таврійської губернії за 1900 рік» на хуторі Кир-Ішунь записано 50 жителів в 1 дворі.
Згідно Списку населених пунктів Кримської АРСР за Всесоюзним переписом від 17 грудня 1926 року, до складу Тереклинської сільради Джанкойського району входило 2 хутори Кирк-Ішунь (I і II): в обох значилося 14 дворів, все селянське, населення становило 48 осіб, з них 40 росіян, 7 українців, 1 записаний в графі «інші».
Указом Президії Верховної Ради Російської РФСР від 18 травня 1948 року, безіменний населений пункт радгоспу Кирк-Ішунь перейменували в Володине.